# Anna Bloch

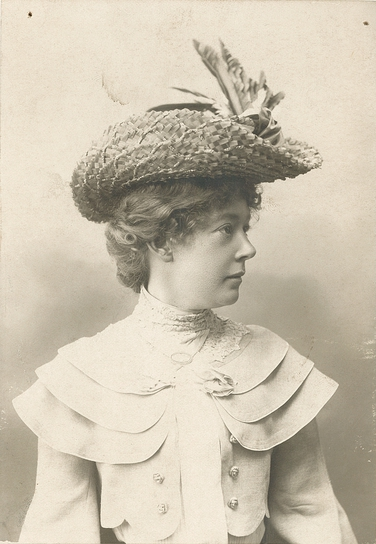
Anna Bloch im Jahr 1904

Anna Kirstine Bloch (geb. Lindemann; * 2. Februar 1868 in Horsens; † 25. November 1953 in Kopenhagen) war eine dänische Schauspielerin.

## Frühes Leben
Anna Lindemanns Mutter Bodil Margrethe Gylding (1838–1875) starb, als sie sieben Jahre alt war. Ihr Vater Johan Sørensen Lindemann (1825–1909) war Arzt in Horsens. Sie wurde privat unterrichtet und zeigte immer eine Begeisterung für das Theater. Ihr Vater jedoch betrachtete das Schauspielern als einen ungeeigneten Beruf, erlaubte ihr jedoch schließlich, sich Det Kongelige Teater anzuschließen, nachdem er mit dessen Generaldirektor Edvard Fallesen gesprochen hatte.

## Karriere
Am Königlichen Theater war Anna Lindemann eine Schülerin von Emil Poulsen. Sie debütierte 1885 als Titania in William Shakespeares Ein Sommernachtstraum. Zwischen ihren ersten beiden Rollen wurde sie von ihrem zukünftigen Ehemann William Bloch unterrichtet. Zusammen schrieben sie 1886 Frk. Nelly, in dem sie später die Hauptrolle spielte. Nach ihrer Heirat im Sommer 1887 nahm sie den Nachnamen ihres Mannes an.:358
Anna Blochs Durchbruch gelang 1888 als Trine im Aprilsnarrene von Johan Ludvig Heiberg. Der Literaturhistoriker Peter Hansen schreibt ihr die „phänomenale Serie von 31 Aufführungen“ dieser modernisierten Wiederaufnahme des Originals von 1826 zu.:358–359 Eine weitere frühe Rolle war Hilde in Ibsens Die Frau vom Meer im Jahr 1889.
Bloch erhielt am 31. August 1910 den königlich-dänischen Orden für herausragende Leistungen in Wissenschaft und Kunst Ingenio et arti. Dies war das 25. Jubiläumsjahr ihrer ersten Rolle, und in einem Kommentar für Politiken sagt die dänische Schriftstellerin Emma Gad, dass Bloch eine normalerweise unbedeutende Rolle als wichtig erscheinen lassen könne, wie mit dem „brillanten und eigenartigen Humor“ ihrer Darstellung der „edlen Schlampe“ (Adelstøs) Eugenia in Ludvig Holbergs Don Ranudo de Colibrados. Für Gad war ihr denkwürdigster Auftritt die der Bäuerin Anjutha in Tolstois Die Macht der Finsternis, in dem sie „von einer Angst gepackt“ wurde, die so wild war, dass „ihr mysteriöser Schrecken … bis in den Zuschauerraum lief wie ein Schauer von Reihe zu Reihe.“
Bloch verließ das Königliche Theater im Jahr 1918, kehrte aber für eine Spielzeit als Gastschauspielerin und von 1922 bis 1925 zurück. Sie wurde als junges Mädchen oder als junge Frau typisiert und spielte 1921 im Alter von 53 Jahren sogar die vierzehnjährige Hedwig in Ibsens Die Wildente.:20 Sie war nur im Theater des 19. Jahrhunderts wirklich zu Hause und konnte in der neuen Ära nach dem Ersten Weltkrieg keine geeignete Rollen finden. Sie wurde vom Naturalismus in der Theaterkunst überholt, dem sie als Pionierin geholfen hatte. Sie trat jedoch weiter an kleinen Bühnen auf sowie am Betty Nansen Teatret. Sie ist in einer 1938 aufgenommenen Szene aus Jens Christian Hostrups Genboerne (Die Nachbarn auf der anderen Straßenseite) zu hören.
Der dänische Literaturkritiker Johannes Riis bezeichnet Bloch als die „führende Naturschauspielerin“ des Königlichen Theaters seiner Zeit.:6 Obwohl sie nie in Filmen mitwirkte, war sie laut Riis ein Vorbild für die dänische Schauspielerin Clara Pontoppidan.:6
Bloch schrieb den Einakter Saadan Veksler (Solche Rechnungen), eine Komödie. Das Königliche Theater präsentierte ihn im Jahr 1923 mit Bloch in der Hauptrolle, und das Stück wurde im Jahr 1924 veröffentlicht. Sie schrieb auch zwei Hörspiele, Epilog im Jahr 1934 und Veni, vidi, vici im Jahr 1935.
Im Jahr 1930 wurde sie mit dem Wissenschafts- und Kulturpreis Tagea Brandts Rejselegat ausgezeichnet.

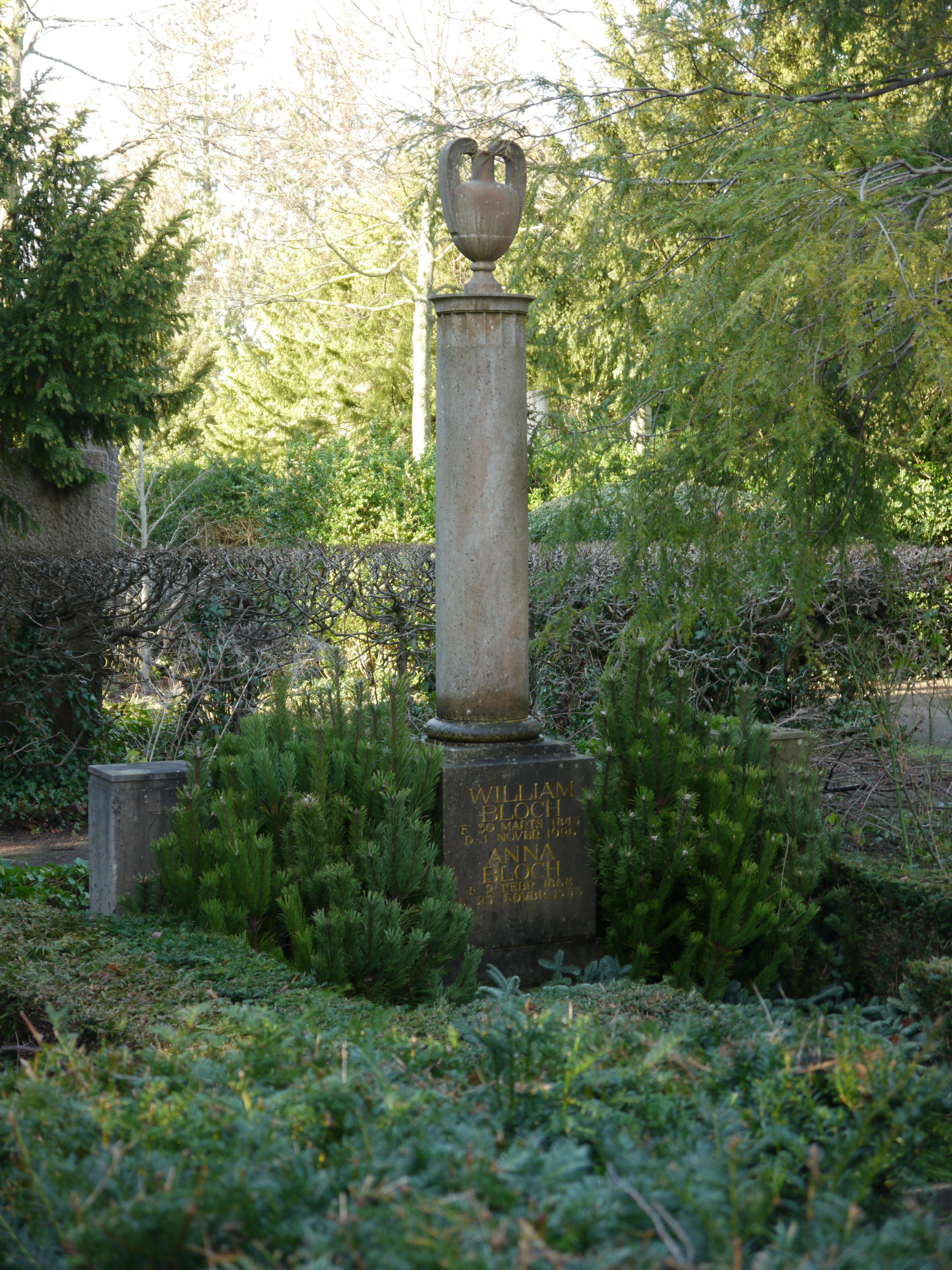
Anna Blochs Grab

Anna Bloch ist auf dem Friedhof Vestre Kirkegård in Kopenhagen beigesetzt.

## Publikationen
- Anna Bloch: Fra en anden Tid, Erindringer. Gyldendal, Kopenhagen 1930, OCLC 468994427 (dänisch).